# Johanna Kühl
Johanna Kühl (* 27. Januar 1980 in Lübeck) ist eine deutsch-schwedische Modedesignerin. Im Jahr 2004 gründete sie zusammen mit Alexandra Roehler das Modelabel Kaviar Gauche in Berlin.

## Leben
Johanna Kühl studierte von 1999 bis 2001 an der Stockholmer Modeschule Tillkärarakademi und arbeitete nebenbei als Schnitttechnikerin und Designassistentin bei Jenny Hellström. 2002 absolvierte sie ein viermonatiges Praktikum bei Vivienne Westwood in London. Danach begann sie an der ESMOD Modeschule in Berlin Modedesign zu studieren und schloss das Studium im Mai 2003 als Diplomdesignerin ab. Im Anschluss an ihr Studium war sie als Designassistentin bei Martine Sitbon in Paris tätig. 2004 gründete sie mit Alexandra Roehler das Modelabel Kaviar Gauche. Kennengelernt hatten sich beide schon während des Studiums an der ESMOD in Berlin. Ihre erste gemeinsame Kollektion zeigten sie unangemeldet als so genannte Guerilla-Modenschau während der Prêt-à-Porter-Schauen vor dem Concept Store Colette bei der Paris Fashion Week auf der Rue Saint-Honoré.
2010 wählte die Zeitschrift Stern Alexandra Roehler und Johanna Kühl mit ihrem Modelabel Kaviar Gauche unter die „10 wichtigsten Deutschen Modedesigner“.

## Auszeichnungen
- 2006: On/Off Visionary Award, London Fashion Week. Mit Alexandra Roehler für Kaviar Gauche[10]
- 2007: New Generation Fashion Award, Berlin Fashion Week. Mit Alexandra Roehler für Kaviar Gauche[9]